# Clémont
Clémont est une commune française située dans le département du Cher en région Centre-Val de Loire.
Ses habitants sont appelés les Clémontois et les Clémontoises.

## Géographie
La commune est située au carrefour de trois départements Loiret, Loir-et-Cher et Cher. Elle est traversée par la rivière La Sauldre et son affluent La Nère ainsi que le canal de La Sauldre.
La commune fait partie du canton d'Aubigny-sur-Nère.

### Climat
Pour des articles plus généraux, voir Climat du Centre-Val de Loire et Climat du Cher.
En 2010, le climat de la commune est de type climat océanique dégradé des plaines du Centre et du Nord, selon une étude du CNRS s'appuyant sur une série de données couvrant la période 1971-2000. En 2020, Météo-France publie une typologie des climats de la France métropolitaine dans laquelle la commune est exposée à un climat océanique altéré et est dans la région climatique  Centre et contreforts nord du Massif Central, caractérisée par un air sec en été et un bon ensoleillement. 
Pour la période 1971-2000, la température annuelle moyenne est de 10,8 °C, avec une amplitude thermique annuelle de 15,6 °C. Le cumul annuel moyen de précipitations est de 747 mm, avec 11,6 jours de précipitations en janvier et 7,6 jours en juillet. Pour la période 1991-2020, la température moyenne annuelle observée sur la station météorologique la plus proche, située sur la commune d'Aubigny-sur-Nère à 13 km à vol d'oiseau, est de 11,6 °C et le cumul annuel moyen de précipitations est de 789,1 mm,. Pour l'avenir, les paramètres climatiques de la commune estimés pour 2050 selon différents scénarios d'émission de gaz à effet de serre sont consultables sur un site dédié publié par Météo-France en novembre 2022.

### Accès routiers et transport
La commune est desservie par l'autoroute A71, sortie Lamotte-Beuvron, puis par la D 923. Les autres moyens d'accès sont la D 79, la D 176 et la D 7.

## Urbanisme

### Typologie
Au 1er janvier 2024, Clémont est catégorisée commune rurale à habitat dispersé, selon la nouvelle grille communale de densité à 7 niveaux définie par l'Insee en 2022.
Elle est située hors unité urbaine. Par ailleurs la commune fait partie de l'aire d'attraction d'Aubigny-sur-Nère, dont elle est une commune de la couronne,. Cette aire, qui regroupe 16 communes, est catégorisée dans les aires de moins de 50 000 habitants,.

### Occupation des sols
L'occupation des sols de la commune, telle qu'elle ressort de la base de données européenne d’occupation biophysique des sols Corine Land Cover (CLC), est marquée par l'importance des forêts et milieux semi-naturels (56 % en 2018), une proportion sensiblement équivalente à celle de 1990 (55,2 %). La répartition détaillée en 2018 est la suivante : 
forêts (55,1 %), terres arables (20,1 %), prairies (16,7 %), zones agricoles hétérogènes (5,6 %), zones urbanisées (0,9 %), milieux à végétation arbustive et/ou herbacée (0,9 %), eaux continentales (0,5 %), mines, décharges et chantiers (0,2 %).
L'évolution de l’occupation des sols de la commune et de ses infrastructures peut être observée sur les différentes représentations cartographiques du territoire : la carte de Cassini (XVIIIe siècle), la carte d'état-major (1820-1866) et les cartes ou photos aériennes de l'IGN pour la période actuelle (1950 à aujourd'hui).

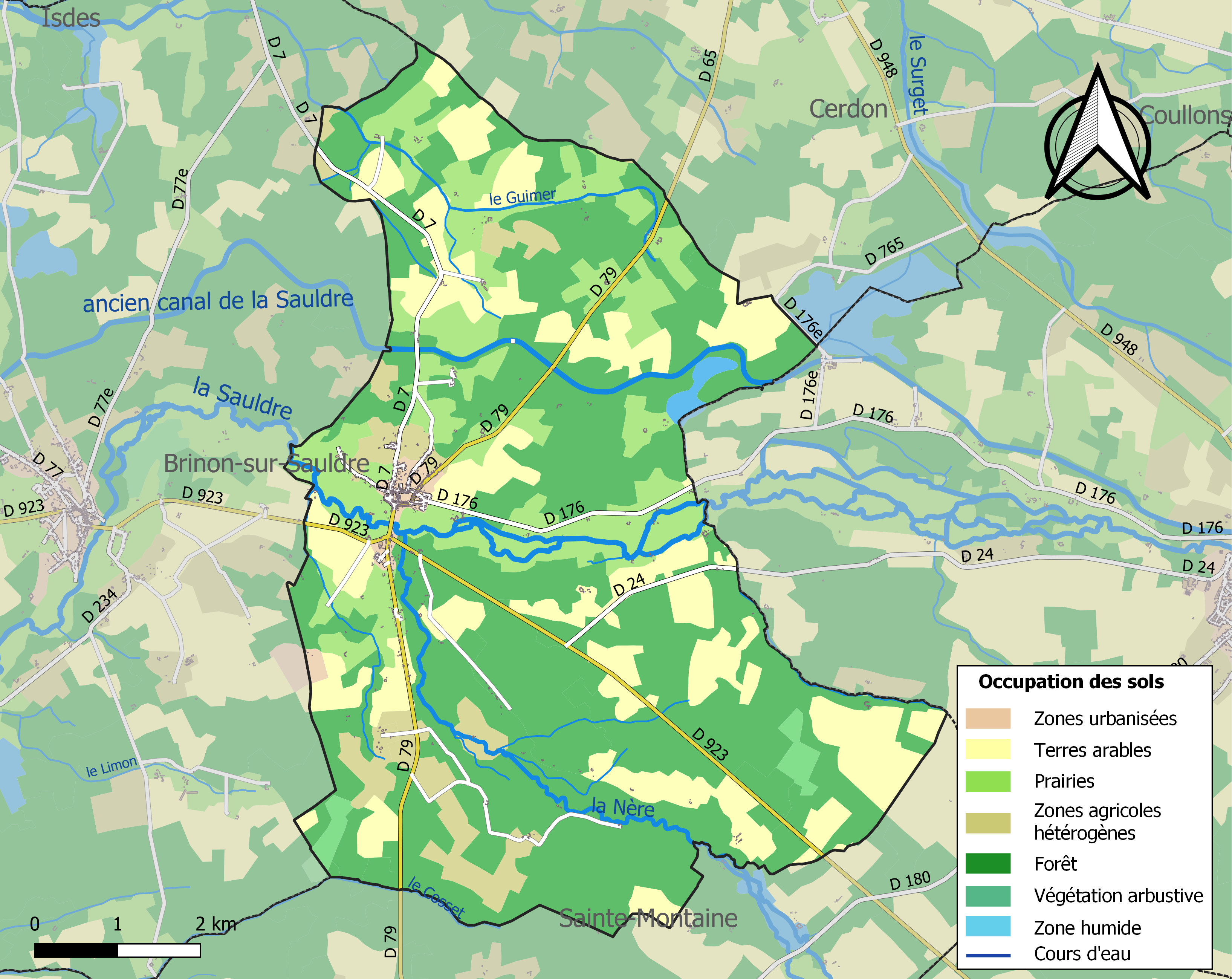
Carte des infrastructures et de l'occupation des sols de la commune en 2018 (CLC).

### Risques majeurs
Le territoire de la commune de Clémont est vulnérable à différents aléas naturels : météorologiques (tempête, orage, neige, grand froid, canicule ou sécheresse), inondations, feux de forêts, mouvements de terrains et séisme (sismicité très faible). Il est également exposé à un risque technologique, la rupture d'un barrage. Un site publié par le BRGM permet d'évaluer simplement et rapidement les risques d'un bien localisé soit par son adresse soit par le numéro de sa parcelle.

#### Risques naturels
Certaines parties du territoire communal sont susceptibles d’être affectées par le risque d’inondation par débordement de cours d'eau, notamment la Sauldre, l'ancien canal de la Sauldre et la Nère. La commune a été reconnue en état de catastrophe naturelle au titre des dommages causés par les inondations et coulées de boue survenues en 1982, 1999, 2001 et 2016,.
Le département du Cher est moins exposé au risque de feux de forêts que le pourtour méditerranéen ou le golfe de Gascogne. Néanmoins la forêt occupe près du quart du département et certaines communes sont très vulnérables, notamment les communes de Sologne dont fait partie Clémont. Il est ainsi défendu aux propriétaires de la commune et à leurs ayants droit de porter ou d’allumer du feu dans l'intérieur et à une distance de 200 mètres des bois, forêts, plantations, reboisements ainsi que des landes. L’écobuage est également interdit, ainsi que les feux de type méchouis et barbecues, à l’exception de ceux prévus dans des installations fixes (non situées sous couvert d'arbres) constituant une dépendance d'habitation.

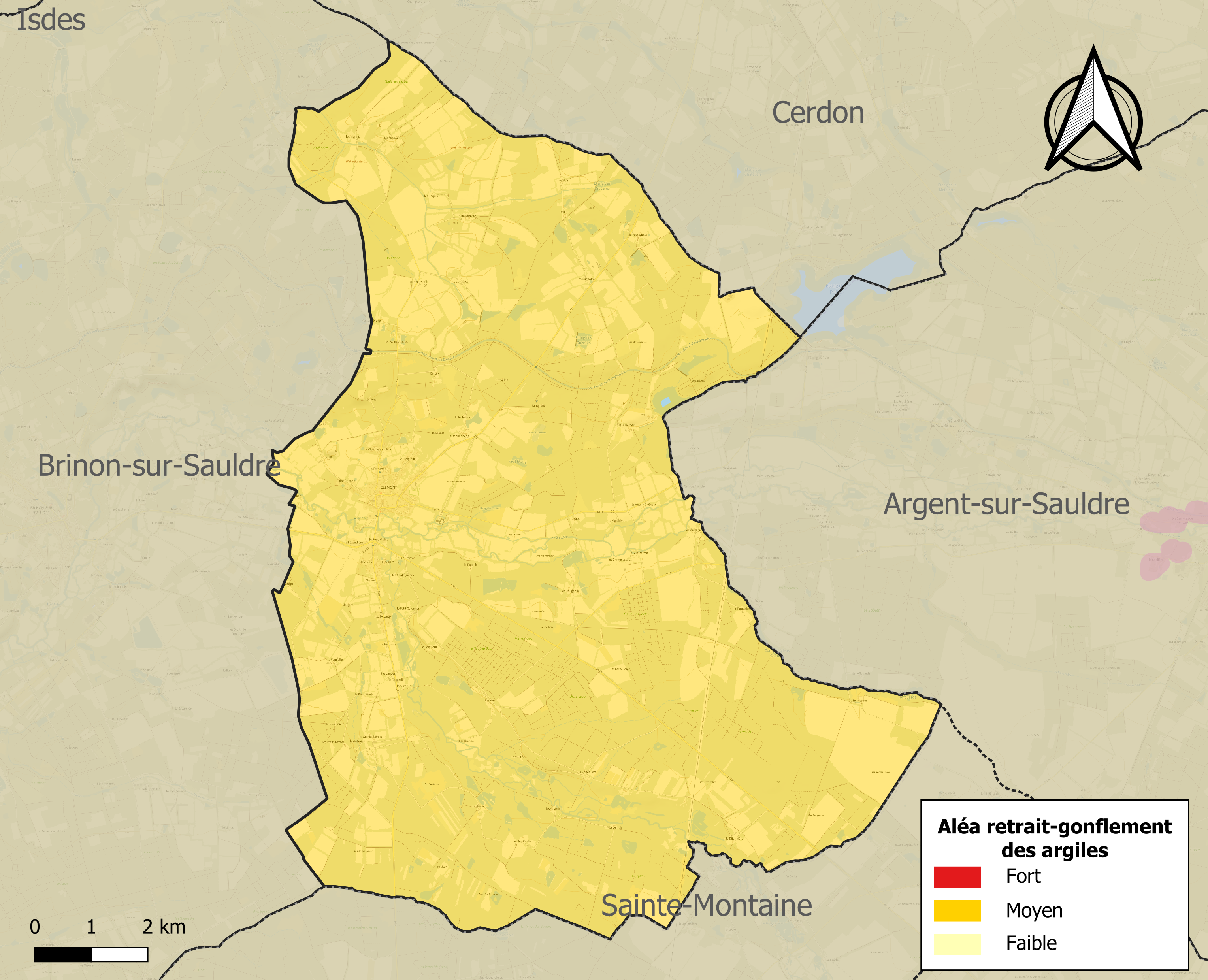
Carte des zones d'aléa retrait-gonflement des sols argileux de Clémont.

La commune est vulnérable au risque de mouvements de terrains constitué principalement du retrait-gonflement des sols argileux. Cet aléa est susceptible d'engendrer des dommages importants aux bâtiments en cas d’alternance de périodes de sécheresse et de pluie. La totalité de la commune est en aléa moyen ou fort (90 % au niveau départemental et 48,5 % au niveau national). Sur les 489 bâtiments dénombrés sur la commune en 2019, 489 sont en aléa moyen ou fort, soit 100 %, à comparer aux 83 % au niveau départemental et 54 % au niveau national. Une cartographie de l'exposition du territoire national au retrait gonflement des sols argileux est disponible sur le site du BRGM,.
Concernant les mouvements de terrains, la commune a été reconnue en état de catastrophe naturelle au titre des dommages causés par la sécheresse en 1989 et 2019 et par des mouvements de terrain en 1999.

#### Risques technologiques
La commune est en outre située en aval du barrage de l'étang de Goule, de classe B. À ce titre elle est susceptible d’être touchée par l’onde de submersion consécutive à la rupture de cet ouvrage.

## Histoire

### Chronologie
L'origine de Clémont date certainement de l'époque mérovingienne. En effet, en 1874 sur la route du château de Lauroy, on retrouva 820 pièces romaines avec le nom du village, datant de l'an 270 environ.
Une épidémie eut lieu au XVIIe siècle puisqu'on compta du 1er septembre au 1693 au 31 décembre 1694, 213 morts dus certainement à la peste.
Clémont s'appelait Clémon jusqu'au XVIIIe siècle.
Elle possède de belles maisons à colombage comme le Sauvage, les Trois-Rois et la Corne du cerf.
En 1895, une très belle maison fut détruite par un incendie, elle possédait une galerie ouverte destinée au jeu de boule.
La rue Jules-de-la-Bully est la rue principale de Clémont. Elle se nommait précédemment rue du Milieu avant d'être renommée par Jules-de-la-Bully.
La place Boyer s'appelait autrefois la place Saint-Martin. Elle fut nommée place Albert-Boyer depuis 1900 en reconnaissance envers le docteur Albert Boyer qui légua des terres.
La commune a bénéficié d'une gare du Chemin de fer du Blanc-Argent de 1902 à 1939 pour les voyageurs et 1951 pour les marchandises.

## Politique et administration
| Période                                  | Période                  | Identité                         | Étiquette  | Qualité                                         |
| ---------------------------------------- | ------------------------ | -------------------------------- | ---------- | ----------------------------------------------- |
| Les données manquantes sont à compléter. |                          |                                  |            |                                                 |
| 1790                                     | 1792                     | François-Michel Degenne          |            |                                                 |
| 1792                                     | 1803                     | François Brière                  |            | Procureur                                       |
| 1803                                     | 1831                     | Margueritte de Gaudard d'Alaines |            |                                                 |
| 1831                                     | 1837                     | Nicolas Milet                    |            | Marchand épicier                                |
| 1837                                     | 1839                     | Armand-Louis Dufour              |            | Garde du corps du roi                           |
| 1839                                     | 1855                     | Martial Boyer                    |            |                                                 |
| 1855                                     | 1870                     | Benoît Bertrand                  |            |                                                 |
| 1870                                     | 1871                     | Romain Cœur                      |            |                                                 |
| 1871                                     | 1878                     | Eugène Landragin                 |            |                                                 |
| 1878                                     | 1881                     | Jean-Baptiste Agény              |            |                                                 |
| 1881                                     | 1892                     | Jules de la Bully                |            |                                                 |
| 1892                                     | 1895                     | Léon Chollet                     |            |                                                 |
| 1895                                     | 1910                     | Jules de la Bully                |            |                                                 |
| 1927                                     | 1970                     | Eugène Jamain                    |            | Sénateur, conseiller général, Minotier          |
| 1970                                     | 1970                     | Omer Desmurs                     |            | Maréchal-Ferrant                                |
| 1971                                     | 1984                     | Roger Jamain                     |            | Conseiller général, Minotier                    |
| 1984                                     | 1989                     | Omer Desmurs                     |            |                                                 |
| 1989                                     | 1995                     | Jean Buret                       |            | Instituteur                                     |
| juin 1995                                | octobre 2012 (démission) | Thierry de Montbel               | ? puis UMP | Conseiller général depuis 1998                  |
| novembre 2012                            | janvier 2013             | Bruno Martin                     |            | 1er adjoint assurant l'intérim de maire         |
| février 2013                             | mai 2014                 | Bruno Martin                     |            |                                                 |
| avril 2014                               | juillet 2020             | Xavier Tabournel                 |            | Cadre (secteur privé)                           |
| juillet 2020                             | En cours                 | Dominique Turpin,                |            | Ancien artisan, commerçant ou chef d'entreprise |

## Population et société

### Démographie
L'évolution du nombre d'habitants est connue à travers les recensements de la population effectués dans la commune depuis 1793. Pour les communes de moins de 10 000 habitants, une enquête de recensement portant sur toute la population est réalisée tous les cinq ans, les populations de référence des années intermédiaires étant quant à elles estimées par interpolation ou extrapolation. Pour la commune, le premier recensement exhaustif entrant dans le cadre du nouveau dispositif a été réalisé en 2004.

En 2022, la commune comptait 709 habitants, en évolution de −2,07 % par rapport à 2016 (Cher : −2,48 %, France hors Mayotte : +2,11 %).
| 1793 | 1800 | 1806 | 1821 | 1831 | 1836 | 1841 | 1846 | 1851 |
| ---- | ---- | ---- | ---- | ---- | ---- | ---- | ---- | ---- |
| 736  | 736  | 900  | 644  | 715  | 881  | 856  | 898  | 985  |

| 1856  | 1861  | 1866  | 1872  | 1876  | 1881  | 1886  | 1891  | 1896  |
| ----- | ----- | ----- | ----- | ----- | ----- | ----- | ----- | ----- |
| 1 169 | 1 009 | 1 108 | 1 103 | 1 096 | 1 179 | 1 245 | 1 267 | 1 265 |

| 1901  | 1906  | 1911  | 1921 | 1926 | 1931 | 1936 | 1946 | 1954 |
| ----- | ----- | ----- | ---- | ---- | ---- | ---- | ---- | ---- |
| 1 222 | 1 128 | 1 164 | 978  | 953  | 870  | 797  | 786  | 730  |

| 1962 | 1968 | 1975 | 1982 | 1990 | 1999 | 2004 | 2006 | 2009 |
| ---- | ---- | ---- | ---- | ---- | ---- | ---- | ---- | ---- |
| 670  | 670  | 665  | 600  | 631  | 642  | 640  | 647  | 701  |

| 2014 | 2019 | 2022 | - | - | - | - | - | - |
| ---- | ---- | ---- | - | - | - | - | - | - |
| 719  | 710  | 709  | - | - | - | - | - | - |

### Enseignement
Clémont dépend de l'académie d'Orléans-Tours.
La commune administre une école primaire. Le nombre d'élèves s'élève à 40 en 2023.

## Loisirs

### Activités sportives
- Football - Stade Roger-Jamain
- Terrain de boule
- Terrain de tennis

### Festivités
- Festival des Ventres Jaunes[28].

### Tourisme
- Camping municipal

## Économie

### Entreprises remarquables
- Glon Sanders (anciennement Doux)

## Culture locale et patrimoine

### Lieux et monuments
- Église Saint-Étienne. Construite au début du XVe siècle. La nef a été élargie, et les bas-côté ajoutés à la fin du XVe siècle. Elle a été restaurée en 1896.

- Minoterie datant de 1938[30]
- Château de Lauroy, construit au XVIIe siècle.
- Étang du puits
- Canal de la Sauldre
- Les lavoirs

La commune possède plusieurs maisons à pan de bois :
- la « maison du sauvage », datant du XVIe siècle ;
- l'auberge de « La Corne de Cerf », transformé en maison d'habitation et datant du XVIe siècle ;
- la maison du procureur fiscal Brière, mentionné en 1600.

### Personnalités liées à la commune
- André Giroux (1895-1965), illustrateur français, est mort dans la commune ;
- Joe Dassin qui rendait visite régulièrement à Rolande Pépin, propriétaire du restaurant “P'tit Bonheur”[32].
- François de Gaudart d'Allaines, chirurgien.[réf. nécessaire]

### Héraldique
| Blason de Clémont | Blason  | Parti : au 1er d'azur au lion d'or accompagné de quatre étoiles du même deux en chef et deux en pointe, au 2e coupé au I recoupé d'azur et d'argent, au II d'azur à un cœur d'or accompagné en chef de deux étoiles et en pointe d'une croisette, le tout du même, le tout enfermé dans une bordure réduite, engrelée et cousue de gueules. DeviseClimone vico. |
| Blason de Clémont | Détails | Le statut officiel du blason reste à déterminer. |